# Episodi di Le cronache di Evermoor (seconda stagione)
La seconda stagione di Le cronache di Evermoor, composta da 12 episodi, va in onda in prima visione nel Regno Unito dall'8 maggio 2017 e in Italia dal 23 dicembre 2017.
| n° | Titolo originale                | Titolo italiano             | Prima TV Regno Unito | Prima TV Italia  |
| -- | ------------------------------- | --------------------------- | -------------------- | ---------------- |
| 1  | Splintered                      | Specchio, specchio          | 8 maggio 2017        | 23 dicembre 2017 |
| 2  | The Things They Say About Alice | Le cose che dicono di Alice | 15 maggio 2017       | 24 dicembre 2017 |
| 3  | No Life Crisis                  | Festa di compleanno         | 22 maggio 2017       | 26 dicembre 2017 |
| 4  | Love (Really) Hurts             | Lottare per amore           | 29 maggio 2017       | 27 dicembre 2017 |
| 5  | Rags To Riches                  | L'appuntamento di Alice     | 5 giugno 2017        | 28 dicembre 2017 |
| 6  | Dogsbody                        | La sfilata di Bella         | 12 giugno 2017       | 29 dicembre 2017 |
| 7  | El Monsignor's Last Stand       | El Monsignor                | 19 giugno 2017       | 31 dicembre 2017 |
| 8  | The Itchies                     | Le pulci di palude          | 26 giugno 2017       | 1 gennaio 2018   |
| 9  | Race to Stink Island            | Alla ricerca della verità   | 3 luglio 2017        | 2 gennaio 2018   |
| 10 | Little White Big Fat Lie        | Bugie a fin di bene         | 10 luglio 2017       | 3 gennaio 2018   |
| 11 | Showtime!                       | Tutti in scena              | 17 luglio 2017       | 4 gennaio 2018   |
| 12 | Vampire Luau                    | La resa dei conti           | 24 luglio 2017       | 5 gennaio 2018   |